# Potters Bar
Potters Bar ist eine Stadt in der englischen Grafschaft Hertfordshire und liegt direkt an der Grenze zu Greater London sowie an der Londoner Ringautobahn M25. 
Die Stadt hat 21.639 Einwohner (Stand: 2011) und gehört zum großstädtischen Einzugsbereich von London. Innerhalb der Grafschaft ist sie verwaltungsmäßig dem Distrikt Hertsmere zugeordnet.
Ursprünglich gehörte Potters Bar zur Grafschaft Middlesex. Als 1965 Greater London gebildet und im Gegenzug Middlesex aufgelöst wurde, kam es zur Grafschaft Hertfordshire. Im Civil Parish North Mymms nahe der Stadt befindet sich der Campus Hawkshead des Royal Veterinary College.
Die Stadt liegt an der Eisenbahnlinie zwischen dem Londoner Bahnhof King’s Cross und York und kam in die Schlagzeilen, als am 10. Mai 2002 durch einen Eisenbahnunfall 7 Menschen ums Leben kamen und 76 verletzt wurden. Zu den Verletzten gehörte die Kinderbuchautorin Nina Bawden, deren Ehemann Austen Kark bei dem Unglück getötet wurde.

## Trivia
1912 wurde in einem Teichrallennest bei Potters Bar die Käferart Aglyptinus agathidioides entdeckt. Die Art ist nur von zwei Exemplaren bekannt und wurde seither nicht mehr gesichtet. Möglicherweise handelt sich um eine ausgestorbene Art oder um eine aus Nord- oder Mittelamerika stammende Art, die durch Zufall nach England eingeschleppt wurde.

## Städtepartnerschaften
- Viernheim
- Franconville (Val-d’Oise)

## Persönlichkeiten
- Dolly Shepherd (1886–1983), Fallschirmspringerin
- Edward Timothy Tozer (1928–2010), Paläontologe
- Terry Lightfoot (1935–2013), Klarinettist und Bandleader des Traditional Jazz
- Thomas Law (* 1992), Schauspieler